# Paratetraneuromyia
Paratetraneuromyia is een muggengeslacht uit de familie van de galmuggen (Cecidomyiidae).

## Soorten
- P. apicalis (Felt, 1914)
- P. mediana (Felt, 1914)
- P. nobilis (Felt, 1913)
- P. vernalis Spungis, 1987